# Ducado de Peñafiel
El ducado de Peñafiel es un título nobiliario español creado en febrero de 1390 por el rey Juan I de Castilla para su hijo el infante Fernando de Antequera, quien después lo cedió a su hijo Juan, posteriormente Juan II de Aragón, cuyas propiedades castellanas fueron confiscadas en 1430, incluyendo el ducado.
Su denominación hace referencia al municipio de Peñafiel, en la provincia de Valladolid.

## Antecedentes

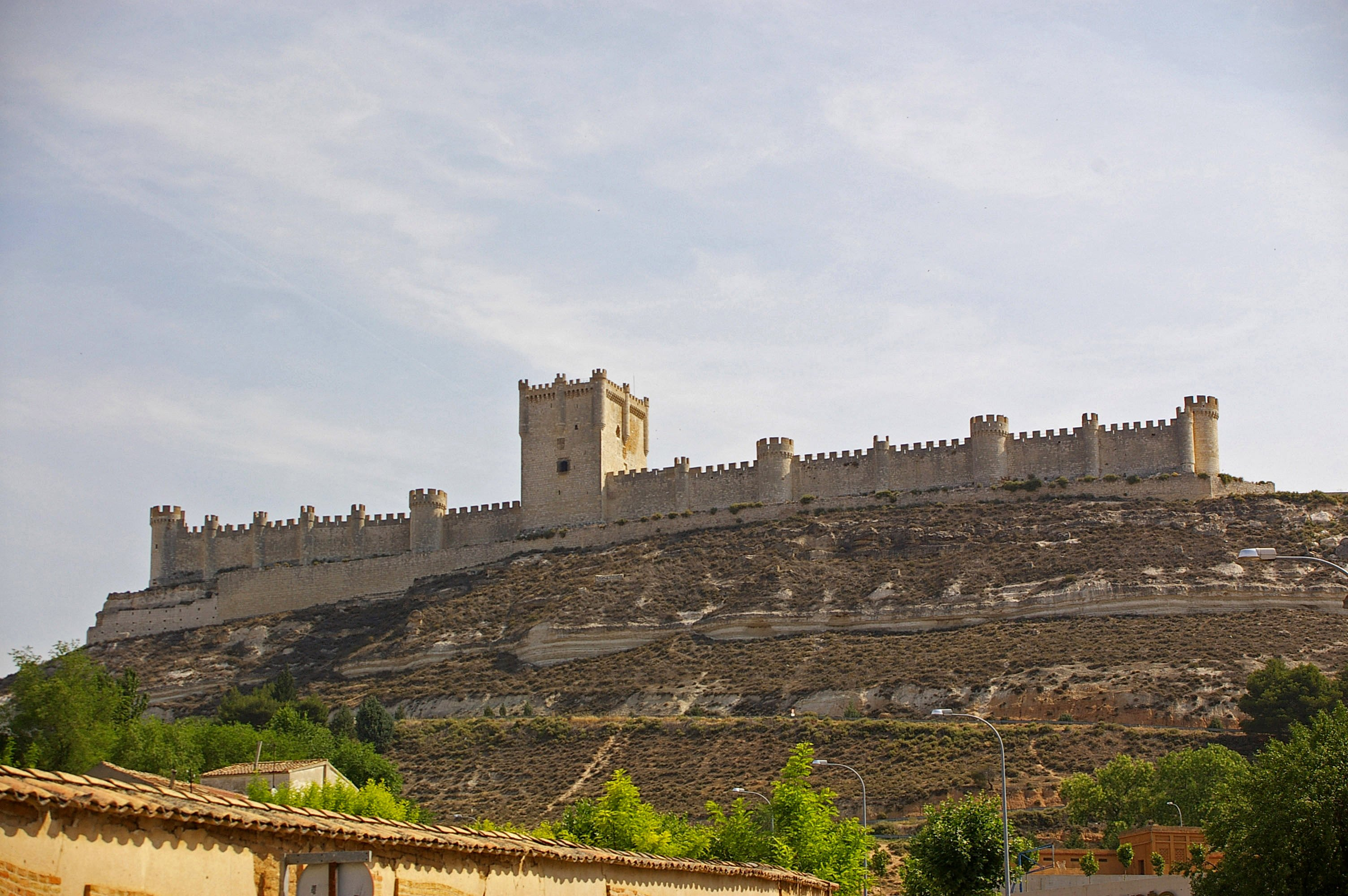
Castillo de Peñafiel, en la provincia de Valladolid

La villa de Peñafiel y su castillo, habían sido instituidos como señorío por Fernando III de Castilla para su hijo Alfonso X el Sabio, que cedió la propiedad del señorío a su sobrino el infante Don Juan Manuel, el Príncipe de Villena, uniéndolo a su Señorío de Villena.
El infante Don Juan Manuel, tras haber recibido el título de duque de Villena, por la corona de Aragón, se intituló duque de Peñafiel, aunque este último título no existía legalmente como título nobiliario, ya que ningún rey de Castilla lo había creado todavía. 
Todos los derechos los transmitió a su hija Juana Manuel de Villena que casó con Enrique II de Castilla, de quienes lo heredó, su hijo, el rey Juan I de Castilla.
Fue Juan I de Castilla, quién creó el ducado de Peñafiel para su segundo hijo el infante Fernando, llamado el de Antequera por haber logrado la victoria contra los musulmanes en dicha villa. 
Fernando el de Antequera era el segundo hijo del rey Juan I de Castilla y de Leonor de Aragón, y hermano por tanto, del rey Enrique III de Castilla. Juan I de Castilla había creado a este, su segundo hijo, duque de Peñafiel, conde de Mayorga, señor de Lara, de Cuéllar, de Castrojeriz, de Medina del Campo, de Olmedo y otros lugares, con unas altísimas rentas, ya que el reino de Castilla estaba reservado para su hijo primogénito don Enrique.
A la muerte sin sucesión del rey de Aragón Martín I el Humano, las cortes del reino de Aragón, reunidas en la villa de Caspe (Zaragoza), llegaron al acuerdo llamado Compromiso de Caspe, por el que nombraban rey de Aragón al infante don Fernando.
Su hijo primogénito Alfonso, le sucedería en el trono aragonés con el nombre de Alfonso V de Aragón, mientras que su segundo hijo Juan, sería duque de Peñafiel, por cesión de su padre, en 1414 y heredaría todos los señoríos paternos en Castilla, y el título catalán de duque de Montblanch.
Al morir el rey Alfonso V de Aragón, que había casado con María de Castilla, duquesa de Villena, sin sucesor, la corona de Aragón recayó en su hermano Juan, que ya era duque de Peñafiel y rey consorte de Navarra.
Los hijos de Fernando I de Aragón, Alfonso V de Aragón, Juan II de Aragón y sus otros hijos, fueron llamados en Castilla, los Infantes de Aragón, por ser infantes de ese reino y a la vez poseer grandes propiedades y señoríos en Castilla.
Juan II de Aragón, rey de Aragón y Navarra, fue el último en ostentar el título de duque de Peñafiel, ya que Enrique IV de Castilla en 1430 lo incorporó a la corona, dando fin al gran poder económico y político que los Infantes de Aragón habían tenido en Castilla.

## Duques de Peñafiel
|                                 | Titular                         | Periodo                         |
| Creación por Juan I de Castilla | Creación por Juan I de Castilla | Creación por Juan I de Castilla |
| ------------------------------- | ------------------------------- | ------------------------------- |
| I                               | Fernando de Antequera           | 1390-1416                       |
| II                              | Juan II de Aragón               | 1416-1430                       |

## Historia de los duques de Peñafiel

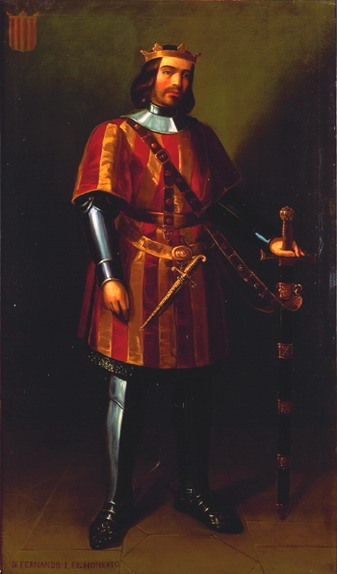
Retrato imaginario de Fernando I de Aragón, de Manuel Aguirre y Monsalbe. Ca. 1851-1854. (Diputación Provincial de Zaragoza).

- Fernando de Antequera, I duque de Peñafiel, conde de Mayorga, rey de Aragón, señor de Lara, de Cuéllar, de San Esteban de Gormaz, de Castrojeriz, de Medina del Campo, de Olmedo y otros lugares.

Se casó con Leonor de Alburquerque. Le sucedió, por donación, su segundo hijo:
- Juan II de Aragón (1398-1479), II duque de Peñafiel, rey de Aragón (por muerte de su hermano mayor Alfonso V de Aragón, rey consorte de Navarra, señor de Lara, de Cuéllar, de Castrojeriz, de Medina del Campo, de Olmedo, de Paredes de Nava, de Villalón, de Haro y otros lugares. Duque de Montblanch, en Cataluña.
- Se casó con la reina Blanca I de Navarra, (viuda de Martín I de Sicilia), de quién tuvo al heredero Carlos de Viana, muerto a temprana edad. Le sucedió en el reino de Navarra su hija Leonor I de Navarra, condesa de Foix.

Se casó con Juana Enríquez, hija del Almirante de Castilla, de quién tuvo a su hijo y heredero del reino de Aragón Fernando el Católico.
El ducado de Peñafiel fue incorporado a la corona de Castilla por el rey Enrique IV, por lo que el título de duque de Peñafiel quedó extinguido. Nunca más se ha vuelto a conceder, por lo que actualmente es solo un título histórico.